# Gympl
Gympl je český film natočený v roce 2007 na motivy románu Tomáše Houšky Graffiti rules.

## Děj
Na pražském gymnáziu se studentům nechce moc učit. Baví se a dělají si, co chtějí. Petr Kocourek je writter a dostává od ředitelky Mirky ředitelskou důtku za neomluvené hodiny. Petr a jeho spolužačka Pavla Malířová se do sebe zamilují a začnou spolu chodit. Jeho spolužák Michal Kolman chce být také writterem a začne s ním chodit na writterské akce. Třídní učitel Tom tajně podporuje writterství a dovoluje svým studentům k němu chodit na párty. Při jedné writterské akci  honí policisté Michala a Petra. Petr je poté  chycen policií na ulici a policisté z něj nakonec vymlátí pravdu. Petrova přítelkyně Pavla se zajímá o šití a je psychicky týraná otcem, který se také často hádá s matkou a tak Pavla nakonec propadá depresi a pálí si ruce zapalovačem. Nepomáhá ani to, že kvůli nedorozumění způsobeném opilou spolužačkou Klárou Krumbachovou na jedné party Pavla podezírá Petra z nevěry a její sebepoškozování pokračuje. Petr a Michal jdou na další akci, na kterou dokonce berou i zvědavého třídního učitele Toma. Vypukne další policejní honička, při které je chycen Michal. Ten se ovšem z maléru dostane díky bohatému a mocnému otci. Nešťastná Pavla utíká z domova za Tomem, který ji u sebe nechá. Následuje komisionální zkouška, ze které Michal propadá kvůli pozdnímu příchodu. Michal má být vyloučen ze školy, ale nechce Gymnázium opustit, protože si na tu školu zvykl. Po vyjednávání s Michalovým otcem Michal na škole zůstává a místo něj je vyloučen Petr za nepřítomnost ve škole, špatné známky a špatnou reputaci mezi učiteli. Třídní učitel Tom je také vyhozen, neboť nezvládá učit seriózně a paní ředitelka si myslí, že svádí nezletilou Kláru v kabinetě. Tom to vzdává a nakonec s Klárou skutečně začne chodit. Petr se usmíří s Pavlou, která chce, aby Petr skončil s malováním. Večer ale Petr a Michal s dalšími writtery vyrážejí opět do akce. Tentokrát dělají graffiti na vlaku a spolu pak prchají před ostrahou.

## Obsazení
| Tomáš Vorel ml.     | Petr Kocourek               |
| Jiří Mádl           | Michal Kolman               |
| Eva Holubová        | ředitelka školy Mirka       |
| Tomáš Matonoha      | třídní Tomáš                |
| Martina Procházková | Pavla Malířová              |
| Lenka Jurošková     | Klára Krumbachová           |
| Zuzana Bydžovská    | Kocourková - Petrova matka  |
| Max Kušiak          | Kocourek - Petrův bratr     |
| Tomáš Hanák         | Malíř - Pavlin otec         |
| Michaela Doláková   | Malířová - Pavlina matka    |
| Karolína Holubová   | Malířová - Pavlina sestra   |
| Ivana Chýlková      | Kolmanová - Michalova matka |
| Jan Kraus           | Kolman - Michalův otec      |
| Jiří Schmitzer      | češtinář Karel              |
| Milan Šteindler     | fyzikář Milan               |
| Martin Zbrožek      | tělocvikář Jaroslav         |
| Veronika Dobešová   | matikářka Miládka           |
| Lenka Horáková      | biologikářka Vlastička      |
| Pavel Telička       | školní inspektor            |
| Marie Ludvíková     | kuchařka                    |
| Tomáš Vorel         | školník                     |
| Kamila Kikinčuková  | Monika                      |
| Filip Vorel         | zhulenec                    |
| Tomáš Vaněk         | šprt                        |
| Daniel Sidon        | pankáč                      |
| Ondřej Trojan       | vyšetřovatel I.             |
| Václav Marhoul      | vyšetřovatel II.            |
| Radomil Uhlíř       | hostinský                   |
| Petr Bozděch        | policista                   |

## Zajímavosti
- Soundtrack filmu je volně ke stažení na oficiálních webových stránkách filmu.
- Jde o první český film vydaný na Blu-ray disku.
- Snímek se stal jedním z nejúspěšnějších českých filmů posledních let. Za necelý rok od premiéry ho v kinech navštívilo přes půl milionu diváků.
- Film byl natáčen na pražském Gymnáziu Budějovická.
- Zuzana Bydžovská získala za roli matky cenu Českého lva za nejlepší ženský herecký výkon.
- Knižní předlohu filmu Graffiti rules napsal Tomáš Houška krátce poté, co byl v letech 1993 až 1998 prvním ředitelem Osmiletého gymnázia Buďánka.[1]
- Muzeum Boženy Němcové bylo vybudováno ve vojenském archivu na Invalidovně. Venkovní fasáda této budovy byla digitálně upravena nazeleno, původně je ale červená. Tento trik stál dvacet tisíc korun.
- Finální scéna stříkání sprejem na vlak se natáčela dvě noci na nádraží Bohdalec[ujasnit]

## Hlášky
číšník: Běž si kouřit někam, do pralesa! Do pralesa běž!!!
ředitelka: To nemůžete jít kouřit někam za roh?
školník: No já se tady na to vyseru! Jakej hajzl to zase na těch hajzlech udělal?!
tělocvikář: Dejchej, dejchej. Nemůžeš, co? Kouříš, co? To máš z toho, co?
češtinář: Jsou to grázlové, verbež, zločinci...!
ředitelka: Tak půjdou do politiky, no...
Petr: Starej Kolman je ostrej, co?
Pavla: No, dycky tak divně čumí.
Petr: No, oni asi všichni chlapi divně čuměj na holky.
Pavla: Náhodou, ty čumíš docela hezky.
Petr: To asi všichni, když byli mladý, tak čuměli hezky, ale pak zestárnou, zblbnou, a čuměj jak úchylové.
Pavla: Jestli chceš vidět, jak čumí debil, tak se přijď podívat na mýho otce.
Michal: Ten taxikář má ksicht jako ten kretén fyzikář!
Klára: Ty vole, vždyť to je náš fyzikář!